# Welborne
Welborne – wieś w Anglii, w hrabstwie Norfolk. Leży 18 km na zachód od Norwich i 148 km na północny wschód od Londynu.